# Шріваса Тхакур
Шріваса Тхакур — вайшнавский святий, в гаудія-вайшнавізмі шанується як одна з іпостасей Панча-таттви: Чайтан'я, Нітьянанда, адвайта, Гададхар і Шріваса. У Панча-таттві він уособлює прикордонну енергію Бога — живу істоту. Бгакті на чолі зі Шрівасом описані як частини тіла Чайтан'ї (його очі, вуха, руки, диск…). Усі вони брали участь в його іграх. З їх допомогою Гауранга розповсюдив рух санкіртани. Спочатку Шріваса — це «міжгалактичний проповідник» і великий вайшнава Нарада.
Він жив в Навадвіпі ще до приходу Чайтан'ї в 1486. Разом зі своїми братами Рамою, Нідхем і Паті Шріваса повторював імена Крішни, поклоняючись Господу і тричі на день здійснюючи обмивання в Ганзі. Разом з адвайта Ачар'я Шріваса почав вивчати «Шрімад-Бхагаватам» і молитися про сходження Всевишнього Господа. Вони кликали до Бога тому, що лише аватара Крішни могла б заронити зерна бгакті в серця запеклих атеїстів, гордих собою логіків і вчених філософів, які населяли в той час Навадвіпу. У відповідь на їхні молитви, Крішна з'явився як Чайтанья, і серця всіх вайшнавів наповнилися радістю і любов'ю до нього. Маліні, дружина Шріваси і близька подруга Шачідеві, няньчила маленького Чайтанья, відомого в дитинстві під назвою "Німай. Чайтан'я любив Маліні і Шрівасу так само сильно, як і своїх батьків.
Шрівасангам, житло Шріваси, був розташований в двохстах метрах від дому Німая. Розкішний будинок Шріваси складався з просторих кімнат, був обнесений високим муром і оточений пишно квітучими садами і гайками. Щовечора Гауранга і його найближчі супутники насолоджувалися тут своїми екстатичними кіртанами і смаками Вриндавани. Саме тут розгніваний мусульманський правитель розбив мридангу, намагаючись покласти край руху санкіртани Чайтан'ї. З тих пір Шрівасангам називають кхоле Банга Данг («місце, де розбили мридангу»).
Коли мусульманський правитель Казі видав указ, який забороняв проведення санкіртани, за його розпорядженням порушники цього указу підлягали наверненню до ісламу і повинні були передати все нажите владі, Шріваса Пандіт тільки розсміявся над фанатизмом правителя, хоча більшість жителів Навадвіпи занепокоїлися.
Саме в будинку Шріваси Чайтан'я явив свою божественну форму всім своїм вічним супутникам. По суті, будинок Шріваса був місцем, де і зародився рух санкіртани Гаурангі. Щоденні читання «Шрімад-Бхагаватам», нічні кіртани, а також багато потаємні Враджа-ліли Гаурангі відбувалися саме тут. Шріваса Тхакур і адвайта Ачар'я, старійшини брахманской громади, присвятили всю свою силу і енергію поширення руху Харінама-санкіртани Чайтан'ї. Говориться, що вони вручили Чайтані свої тіла, уми, будинки, сім'ї і все, чим вони володіли. Вони не знали ніякого іншого Божества, крім нього. Також говориться, що Шріваса Пандіт підтримував всю свою сім'ю не тому, що вони були його родичами, але тільки тому, що вони були люблячими слугами Чайтан'ї.
У «Гаурі-ганоддеша-Діпіка» (90) Шріваса Тхакур названий втіленням Наради, а його молодший брат Рама Пандіт — втіленням великого друга Наради Парваті Муні. Дружина Шріваси Пандіта на ім'я Маліні вважається втіленням Амбіки, годувальниці Крішни в Крішна-Лілі. Його племінниця Нараяні, мати Вріндавана Даса, автора «Чайтан'я-бхагават», була сестрою Амбіки в Крішна-Лілі. У «Чайтан'я-бхагават» говориться, що, після того як Чайтан'я Махапрабгу прийняв саньясу, Шріваса Пандіт переїхав з Навадвіпи в Кумарахатту, найімовірніше через те, що надто важко переживав розлуку з Чайтаньєю.